# Ганунга, Айзек
Айзек Ганунга (англ. Isaac Ganunga; род. 10 декабря 1959) — малавийский легкоатлет, выступавший в беге на средние дистанции. Участник летних Олимпийских игр 1984 года.

## Биография
Айзек Ганунга родился 10 декабря 1959 года.
В 1984 году вошёл в состав сборной Малави на летних Олимпийских играх в Лос-Анджелесе. В беге на 800 метров занял в забеге 1/8 финала 6-е место, показав результат 1 минута 51,25 секунды и уступив 3,6 секунды попавшему в четвертьфинал с 3-го места Ослену Барру из Гайаны. В беге на 1500 метров занял в четвертьфинальном забеге 8-е место с результатом 3.53,86, уступив 13,44 секунды попавшему в полуфинал с 7-го места Тапфуманеи Джонге из Зимбабве.
В 1986 году участвовал в Играх Содружества в Эдинбурге. Выбыл в полуфинале в беге на 800 метров (1.50,88) и 1500 метров (3.50,13).

## Личные рекорды
- Бег на 800 метров — 1.50,78 (1986)[4]
- Бег на 1500 метров — 3.49,13 (1987)[4]